# Арто, Антонен
Антоне́н Арто́ (фр. Antonin Artaud; 4 сентября 1896, Марсель — 4 марта 1948, Париж) — французский писатель, поэт, драматург, актёр театра и кино, художник, киносценарист, режиссёр и теоретик театра, новатор театрального языка, посвятивший жизнь и творчество вопросу о новом обосновании искусства, его места в мире и права на существование. Арто разработал собственную театральную концепцию, называемую «театр жестокости» («крюотический театр»).
В 1920-х — первой половине 1930-х сыграл ряд ролей в кино у таких режиссёров, как Абель Ганс, Фриц Ланг, Георг Вильгельм Пабст, Карл Теодор Дрейер, Марсель Л'Эрбье, Жермен Дюлак, Клод Отан-Лара, Морис Турнёр и др.

## Биография
Антуан Мари Жозеф Арто родился в Марселе, Франция. Антонен — уменьшительная форма имени Антуан. Родители Антуана были выходцами из Смирны (нынешний Измир), и его греческое происхождение оказало значительное влияние на личность будущего артиста. В возрасте четырёх лет Арто переболел, предположительно, менингитом, следствием чего стало психическое заболевание, от которого он страдал на протяжении всей жизни. Он также страдал от невралгии, заикания и тяжёлых приступов депрессии.
Первые литературные опыты Антонена Арто относятся к ранней юности, однако бо́льшая часть этих произведений была им уничтожена во время приступа депрессии в 1914 году. Последующие несколько лет Арто проводит в различных клиниках, где лечится от душевной болезни. Летом 1916 года его призывают в армию, но вскоре комиссуют по состоянию здоровья. Якобы он был отстранён от военной службы из-за приступов лунатизма.
Проходя лечение в Швейцарии, Арто пристрастился к творчеству Артюра Рембо, Шарля Бодлера и Эдгара Аллана По. В мае 1919 года по назначению врача Арто начинает принимать опиум и быстро приобрёл зависимость, от которой не смог избавиться до самой смерти. К началу 1920 года состояние Арто улучшилось, и в марте он отправился в Париж, где планировал заняться литературой.

### Париж
В марте 1920 года Арто переехал в Париж, чтобы продолжить карьеру писателя, но вместо этого обнаружил у себя театральный талант и начал принимать участие в авангардных постановках. Во время обучения и выступлений у таких режиссёров, как Шарль Дюллен и Жорж Питоев, он продолжал писать поэзию и эссе. В возрасте 27 лет Арто отправил некоторые свои стихотворения в журнал La Nouvelle Revue française. Они были отклонены, но редактор, Жак Ривьер, заинтересовавшись творчеством молодого поэта, написал в ответ просьбу о разъяснении некоторых образов в лирике поэта. Завязавшаяся переписка получила название «Correspondance avec Jacques Rivière» и была издана, став первой крупной публикацией Арто в эпистолярном жанре.
Постепенно у Арто появляется интерес к кинематографу. Его первым шагом на новом поприще стал сценарий к сюрреалистическому фильму Жермен Дюлак «Раковина и священник» (1928). Эта картина оказала большое влияние на испанских сюрреалистов Сальвадора Дали и Луиса Бунюэля во время работы над фильмом «Андалузский пёс» (1929).
Исполняя роль Жана Поля Марата в «Наполеоне» Абеля Ганса (1927), Арто с помощью преувеличенной пластики попытался передать запал и внутренний огонь личности Марата. Он также сыграл монаха Массьё в легендарной картине Карла Теодора Дрейера «Страсти Жанны д’Арк» (1928).
В 1926—1928 годах Арто вместе с Роже Витраком принимается за управление «Театром Альфреда Жарри». Он выполнял функции продюсера и режиссёра, ставя произведения Витрака, а также пьесы Клоделя и Стриндберга. В театральном сезоне 1926—1927 широко рекламировалась пьеса Арто «Струя крови» (фр. Jet de sang), однако она была поставлена лишь 40 лет спустя. Существовал театр крайне недолго, но в его работе участвовало огромное количество известных европейских деятелей искусства (например, Андре Жид, Артюр Адамов и Поль Валери).
В 1931 году Арто увидел исполнение балийского танца (англ.) на Парижской колониальной выставке (англ.). Хотя он не был способен в полной мере понять замысел и идею традиционного балийского исполнения, увиденное во многом повлияло на его взгляды на театральное искусство. В течение этого года в La Nouvelle Revue française был опубликован «Первый манифест Театра жестокости». Позднее это произведение Арто появится в качестве главы в знаменитом «Театре и его двойнике».
В 1935 году Арто поставил на сцене адаптацию трагедии английского поэта-романтика Перси Шелли «Ченчи», вдохновлённую реальной историей итальянской семьи Ченчи. «Ченчи — итальянский граф XVI века, обвинялся в содомии, был трижды заключён в тюрьму. Не веря в Бога, много раз вынужденно обращался к Папе с просьбами о прощении грехов. Своих детей он ненавидел; свою дочь Беатриче изнасиловал. Наконец двое слуг Ченчи убили его, вогнав ему гвозди в горло и в глаз. Беатриче участвовала в убийстве отца; когда это выяснилось, она была схвачена и после страшных пыток казнена.» Спектакль ожидал коммерческий провал, несмотря на то, что в нём были использованы новаторские звуковые эффекты, в том числе волны Мартено — впервые в театре, а декорации были оформлены известным художником-модернистом Бальтюсом.
После провала спектакля Арто получил грант на поездку в Мексику, где читал лекции о декадансе и его влиянии на Западную цивилизацию. В 1936 году Антонен встретил своего парижского знакомого, мексиканского художника Федерико Канту, ставшего его другом. В Мексике Арто изучал быт племени тараумара, с которым жил некоторое время, экспериментировал с пейотом, записывая свои впечатления, которые позднее будут изданы в сборнике «D’un voyage au pays des Tarahumaras» (в 1976 году в английском переводе он будет опубликован под названием «The Peyote Dance»). Содержание этой работы очень напоминает его поздние стихотворение, прежде всего связью с супранатурализмом. Арто также описал ужасающий опыт употребления героина при посещении племени тараумара (в частности, свой неудачный абстинентный синдром). Позднее он вернулся к употреблению опиатов.
В 1937 году Арто вернулся во Францию, где приобрел узловатую трость — атрибут не только Святого Патрика, но и, по мнению поэта, Люцифера и Иисуса Христа. Вскоре он отправился в Ирландию, но, так как Арто не владел английским языком, путешествие закончилось неудачно. Поэт был заключён в печально известную Маунтджойскую тюрьму (англ.), а позже депортирован как «нищий и нежелательный иностранец». Арто утверждал, что на обратном пути на корабле подвергся нападению двух членов экипажа. В результате он снова был арестован и одет в смирительную рубашку.
Его самая известная работа, «Театр и его двойник», была опубликована в 1938 году. Эта книга содержит два манифеста Театра жестокости. В ней он «предлагает театр, который, по сути, был возвращением к магии и ритуалам, стремится создать новый театральный язык тотема и жеста — язык пространства лишен диалога, который обращается ко всем пяти чувствам». «Слова мало говорят уму, — пишет Арто, — по сравнению с пространством, переполненным звуками и грохочущими образами». Он предложил «театр, в котором жестокие физические образы давят и гипнотизируют чувственность зрителя, захваченного театром как вихрем высших сил». Арто полагал, что официальные театры с их авансценами и драматурги с их сценариями — «помеха волшебству истинного ритуала».

### Последние годы
Возвращение из Ирландии стало началом заключительного этапа в жизни Арто, прошедшим в различных приютах. Когда Франция была оккупирована нацистской Германией, друзья Арто поместили его под присмотр доктора Гастона Фердьера в психиатрическую клинику в Родезе, на территорию которого распространялась власть Правительства Виши. Фердьер начал применять электрошоковую терапию для лечения у Арто таких симптомов психического расстройства, как бред и нервный тик. Арто имел обыкновение сочинять магические заклинания, составлять астрологические карты и зарисовывать волнующие его образы, но доктор считал это признаками психического заболевания. Необходимость использования электрошоковой терапии до сих пор вызывает много споров, несмотря на то, что во время этих процедур в сочетании с предложенной Фердьером арт-терапией, Антонен снова начал писать и рисовать после длительного творческого кризиса. Выйдя из больницы в 1946 году, Арто вскоре снова был помещен друзьями в клинику, на этот раз в Иври-сюр-Сен. В текущей психиатрической литературе состояние Арто описано как шизофреническое, с чётким психотическим срывом в последние годы жизни и шизотипическими симптомами на протяжении всей жизни.
Поддерживаемый друзьями, Арто вернулся к творчеству, а в обществе снова возник интерес к его работам. Посещение выставки работ Винсента Ван Гога стало толчком к созданию исследования «Ван Гог, самоубитый обществом» (фр. Van Gogh le suicidé de la société). Оно было опубликовано в 1947 году в парижском издательстве «K éditeur» и получило специальный приз критиков.
Между 22 и 29 ноября 1947 года Арто закончил работу над произведением, получившим название «Покончить с Божьим судом» (фр. Pour en Finir avec le Jugement de dieu). Это была попытка создать синтетическое произведение. В спектакле принимали участие Роже Блен и Мария Казарес. Арто выступил здесь и как автор новой музыки, играя на барабане, гонге, ксилофоне и других инструментах. Выход передачи в радиоэфир планировался 2 февраля 1948 года, однако был отложен из-за противодействия Владимира Порше (фр.), директора Французского радио. Текст Арто был разнузданным, антирелигиозным, эпатажным. Звучали оскорбления в адрес Иисуса Христа и христианских обрядов.
Фернан Пуи, руководитель драматических и литературных эфиров Французского радио, собрал группу признанных деятелей искусства для прослушивания и обсуждения радиоспектакля. На индивидуальном прослушивании 5 февраля 1948 года среди примерно 50 художников, писателей, музыкантов и журналистов присутствовали такие выдающиеся личности, как Жан Кокто, Поль Элюар, Раймон Кено, Жан-Луи Барро, Рене Клер, Жан Полан, Морис Надо, Жорж Орик, Клод Мориак и Рене Шар. Хотя почти все присутствующие проголосовали в пользу спектакля Арто, Порше отказался разрешить трансляцию. Пуи был вынужден уйти с работы, а передача была представлена вниманию публики только единожды, 23 февраля 1948 года, на закрытом показе в Théâtre Washington.
В январе того же года Арто был поставлен диагноз рака прямой кишки. Он умер в Париже 4 марта 1948 года в полнейшем одиночестве, находясь на лечении в психиатрической клинике. Последние месяцы он не ограничивал себя в употреблении наркотиков, пытаясь заглушить боль. Было подозрение, что он умер от смертельной дозы хлоральгидрата, однако неизвестно, осознавал ли он летальность своего положения.
Антонен Арто был похоронен на кладбище в Иври-сюр-Сен. Друзья настояли на отказе от отпевания, что вызвало крайнее неудовольствие матери и сестры, отличавшихся религиозностью. В дальнейшем родственники препятствовали изданию его неопубликованных произведений.
В 1975 году прах Арто перезахоронен в Марселе на кладбище Сен-Пьер.

## Театр жестокости / Крюотический театр[11]
Театральные взгляды Арто нашли отражение в сборнике статей «Театр и его Двойник». Основание системы Арто — отрицание театра в привычном понимании этого явления. Театра, удовлетворяющего традиционные запросы публики. Сверхзадача — обнаружить истинный смысл человеческого существования через разрушение случайных форм. Противопоставление театров: обыденного, мертвого и — живого, раскрывающего самую суть бытия, — это и есть демонстрация театра и его Двойника, являющегося на самом деле подлинным Театром.
Термин жестокость в системе Арто имеет значение, принципиально отличное от бытового. Если в обыденном понимании жестокость связана с проявлением индивидуализма, то по Арто, жестокость — осознанное подчинение необходимости, направленное на разрушение индивидуальности. Жестокость свойственна любому действию, проявление добра — тоже жестокость. «В явленном мире, говоря на языке метафизики, зло остается перманентным законом, а благо — лишь усилием и, стало быть, ещё одной жестокостью, добавленной к первой». В понимании Арто, жестокость — это акт творения.
Арто стремится к реализации катарсиса Аристотеля. В процессе крюотического спектакля актёр должен оказаться в таком же положении, как обычный человек в пограничном состоянии. Пройти весь катартический процесс (но без реализации, например, убийства) актёру даёт художественная структура произведения, уравновешивающая конфликт до развязки, то есть до момента отождествления противоборствующих сторон и, как следствие, уничтожения внешней формы. По Арто, на сцене идёт реальное проживание событий, но не первичное, а вторичное, воссоздаваемое по воспоминаниям. К этому процессу посредством коллективного бессознательного приобщаются все присутствующие в зале, становясь не зрителями, но соучастниками.
В своей системе Арто соединяет структуру мифологическую и структуру катартическую, обе из которых направлены на уничтожение личностного начала героя, его слияние с миром. Помимо этого в своих спектаклях Арто использует также базовые принципы ритуального построения действия. То есть «театр жестокости» имеет катартическую структуру и ритуальную основу.
В основе актёрской составляющей системы Арто лежит концепция чувственного атлетизма. На сцене актёр должен реализовать идею жестокости к самому себе, что позволяет создать особую реальность действия. Концепция актёра Арто идёт вразрез и с укрупнением личности, свойственным модернистскому театру (хотя, в целом, театр Антонена Арто принадлежит к модернистскому направлению в развитии театра), и с театром психологическим, где на первый план выходит чувственный аппарат актёра.
Важнейшими принципами аффективного атлетизма являются дыхание и опорные точки. Оба принципа основываются на Каббале и восточных энергетических практиках. В итоге актёр являет собой иероглиф — синтез звука, движения, слова, архетипического содержания, зрительного и музыкального образа.
Однако воспринимать театральную систему Арто как прямое руководство к постановке спектаклей бессмысленно. Она требует дополнительно режиссёрского осмысления и разработки практической программы. Именно в силу этой особенности «театр жестокости» стал основой творчества многих крупных режиссёров второй половины XX века, таких как Ежи Гротовский, Алехандро Ходоровски и Питер Брук.

## Оценка творчества
М. Яснов отмечает: «Арто так и не примирился с необходимостью выбора: при всех своих талантах, он не смог полностью реализоваться ни в литературе, ни в театре, ни в кино, разве что его многотомные дневники, которые он вел в лечебнице для душевнобольных, оказались потрясающим документом силы и живучести его литературного дара».

## Фильмография
| Год  | Заголовок               | Роль               | Режиссёр         |
| ---- | ----------------------- | ------------------ | ---------------- |
| 1923 | Fait-divers             | 2-й месье          | Отан-Лара        |
| 1925 | Surcouf                 | Жак Морель         | Луитц-Морат      |
| 1926 | Грациелла               | Cecco              | Марсель Вандал   |
| 1926 | Le Juif Errant          | Грингале           | Луитц Морат      |
| 1927 | Наполеон                | Марат              | Абель Ганс       |
| 1928 | Страсти Жанны д'Арк     | Монах Массьё       | Карл Дрейер      |
| 1928 | Верден: Видения истории | Пол Амио           | Леон Пуарье      |
| 1928 | Деньги                  | Секретарь Мазо     | Марсель Л'Эрбье  |
| 1929 | Тараканова              | Молодой цыган      | Раймон Бернар    |
| 1931 | Женщина на одну ночь    | Предатель          | Марсель Л'Эрбье  |
| 1931 | Монмартр                | Неизвестно         | Раймон Бернар    |
| 1931 | Трёхгрошовая опера      | Вор                | Г. В. Пабст      |
| 1932 | Coups de feu a l’aube   | Лидер отряда убийц | Серж де Полиньи  |
| 1932 | Деревянные кресты       | Безумный солдат    | Раймон Бернар    |
| 1932 | L’Enfant de ma sœur     | Неизвестно         | Анри Вулльшлегер |
| 1933 | Матер Долороза          | Юрист              | Абель Ганс       |
| 1934 | Лилиом                  | Продавец ножей     | Фриц Ланг        |
| 1934 | Сидони Паначе           | Эмир Абд аль-Кадир | Анри Вулльшлегер |
| 1935 | Лукреция Борджиа        | Савонарола         | Абель Ганс       |
| 1935 | Кенигсмарк              | Библиотекарь       | Морис Турнер     |

### Произведения
- Монах / Le Moine (1931, рус. перевод 2004) (роман)
- Гелиогабал, или Коронованный анархист / Héliogabale ou l’anarchiste couronné (1934, рус. перевод 2006) (роман)
- Театр и его двойник / Le Théâtre et son double (1938, рус. перевод 1993, 2000) (сборник статей)
- Тараумара / Les Tarahumaras (1945, рус. перевод 2006) (сборник статей).
- 1956—1984 Oeuvres completes, Gallimard (Paris), 20 volumes, revised edition, 1970.
- Artaud Anthology, edited by Jack Hirschman, City Lights Books (San Francisco, CA), 1965.
- 1968—1975 Collected Works, translated by Victor Corti, Calder and Boyars (London), 4 volumes.
- Antonin Artaud: Selected Writings, edited and with an introduction by Susan Sontag, Farrar, Straus (New York, NY), 1976.
- Antonin Artaud: Four Texts, translated by Clayton Eshleman and Norman Glass, Panjandrum Books, (Los Angeles, CA), 1982.
- 1984—1994 Oeuvres completes, Gallimard (Paris).
- Antonin Artaud: oeuvres sur papier, Musees de Marseille, (Marseille, France), 1995.
- Tric-trac du ciel (poetry), Galerie Simon (Paris), 1923.
- L’ombilic des limbes (poetry and essays), Nouvelle Revue Francaise (Paris), 1925, published as «The Umbilicus of Limbo» in Antonin Artaud: Selected Writings, Farrar Straus (New York, NY), 1976.
- Le Pese-nerfs (poetry), Collection «Pour vos beau yeux» (Paris), 1925, published withFragments d’un journal d’enfer, Cahiers du Sud (Marseilles), 1927, published as «The Nerve Meter» and «Fragments of a Diary of Hell» in Antonin Artaud: Selected Writings.
- Correspondance avec Jacques Riviere, Nouvelle Revue Francaise, 1927, published as Artaud-Riviere Correspondence in journal Exodus, 1960.
- L’Art et la mort (essays), Denoel (Paris), 1929, published as «Art and Death» inAntonin Artaud: Selected Writings.
- (With Roger Vitrac) Le Theatre Alfred Jarry et l’hostilite du publique (essays), Nouvelle Revue Francaise, 1930.
- Le Theatre de la cruaute (manifesto), Denoel, 1933.
- Heliogabale; ou, l’anarchiste couronne (novel), Denoel and Steele, 1934, published as«Heliogabalus; or, The Anarchist Crowned» in Antonin Artaud: Selected Writings.
- Les Cenci (drama), produced at the Theatre Alfred Jarry, Paris, 1935, translation by Simon Watson-Taylor published as The Cenci, Calder and Boyars (London), 1969, Grove (New York, NY), 1970.
- Le Theatre de Seraphin, Belmont (Paris), 1936, published as «The Theater of the Seraphim» in Antonin Artaud: Selected Writings.
- (As Le Revele) Les Nouvelles revelations de l’etre (prophetic writings), Denoel, 1937, selections published as «The New Revelations of Being» in Antonin Artaud: Selected Writings.
- Le Theatre et son double, Gallimard, 1938, published as The Theater and Its Double,Grove Press (New York, NY), 1958.
- D’un Voyage au pays de Tarahumaras (essays), Fontaine (Paris), 1945, also published as «Concerning a Journey to the Land of the Tarahumaras» in City Lights Journal,1964.
- Lettres de Rodez, GLM (Paris), 1946, published as «Letters from Rodez» in Antonin Artaud: Selected Writings.
- Artaud le momo (poetry), Bordas (Paris), 1947, published as Artaud the Momo, Black Sparrow Press (Santa Barbara, CA), 1976.
- Ce-git, precede de la culture indienne (poetry), K Editeur (Paris), 1947, published as«Indian Culture» and «Here Lies» in Antonin Artaud: Selected Writings.
- Van Gogh, le suicide de la societe (essay), K Editeur, 1947, published as «Van Gogh: The Man Suicided by Society» in The Tiger’s Eye, 1949.
- Lettre contre la Cabbale, Haumont (Paris), 1949.
- Supplement aux Lettres de Rodez, suivi de Coleridge, le traitre (letters and essay), GLM, 1949.
- Lettres d’Antonin Artaud a Jean-Louis Barrault, Bordas, 1952.
- La Vie et mort de Satan le feu, Arcanes (Paris), 1953, translation by Alastair Hamilton and Victor Corti published as The Death of Satan, and Other Mystical Writings, Calder and Boyars, 1974.
- Les Tarahumaras (letters and essays), L’Arbalete (Isere, France), 1955, published asThe Peyote Dance, Farrar Straus, 1976.
- Galapagos, les iles du bout du monde (travel), Brodeur (Paris), 1955.
- Autre chose que l’enfant beau, Brodeur, 1957.
- Voici un endroit, PAB (Paris), 1958.
- Mexico (travel), Universidad Nacional Autonoma de Mexico (Mexico City), 1962.
- Lettres a Anais Nin, Editions du Seuil (Paris), 1965.
- Lettres a Genica Athanasiou, Gallimard, 1970.
- Letter to Andre Breton, translated by Clayton Eshleman, Black Sparrow Press, 1974.
- Nouvelles escrits de Rodez (letters and essays), Gallimard, 1977.
- Lettres a Anie Besnard, Le Nouveau Commerce (Paris), 1978.
- Messages revolutionnaires, Gallimard, 1979.
- (Author of commentary) Marcel Bealu, Contes du demi-sommeil, Phebus (Paris), 1979.
- L’arve et l’aume; suivi de, 24 lettres a Marc Barbezat, L’Arbalete (Decines, France), 1989.

### Переводы на русский язык (в хронологическом порядке)
- Молитва / Пер. А. Парина. Заклинание мумии / Пер. В. Козового // Западноевропейская поэзия XX века. — М.: Худ. лит., 1977.
- О балийском театре. Восточный театр и западный театр. Чувственный атлетизм. Из доклада «Театр и боги» / Пер. с фр. и вступ. ст. В. Малявина // Восток — Запад. Исследования. Переводы. Публикации. [Вып. 2.] — М.: Наука, 1985. — С. 213—245.
- Кино и реальность (Предисловие к «Раковине и священнику») / Пер. с фр. и вступ. ст. М. Б. Ямпольского // Из истории французской киномысли: Немое кино, 1911—1933: Пер. с фр. — М.: Искусство, 1988. — С. 182—186.
- Театр и жестокость. Театр жестокости (Первый манифест) / Пер. С. Исаева // Театральная жизнь. 1990. № 8.
- Театр и его двойник: фрагменты из книги / Пер. Г. В. Смирновой // Театр. 1991. № 6.
- Элоиза и Абеляр. Учелло-Волосатик / Пер. А. Скард-Лапидуса // Лабиринт-Эксцентр. — Л.; Свердловск, 1991. № 1.
- Раковина и священник: Сценарий / Пер. М. Ямпольского // Киноведческие записки. 1991. № 9.
- Театр восточный и театр западный. Театр и жестокость. Театр жестокости (Первый манифест) // Как всегда — об авангарде: Антология французского театрального авангарда / Сост., пер., коммент. С. Исаева. — М., 1992. — С. 59—77. — ISBN 5-85717-009-5.
- Кровяной фонтан: Пьеса / Пер. В. Максимова // Бездна. Тематический выпуск журнала «Арс». — СПб., 1992.
- Театр и чума / Пер. С. Бунтмана // Московский наблюдатель. 1993. № 5—6.
- Страдания «dubbing’а» / Пер. М. Ямпольского // Киноведческие записки. 1993. № 15.
- Театр и его двойник. Театр Серафима / Пер. с фр., коммент. С. А. Исаева. — М.: Мартис, 1993. — ISBN 5-7248-0010-1.
- Манифест, написанный ясным языком. Струя крови / Пер. С. Исаева // Антология французского сюрреализма. — М.: ГИТИС, 1994. — ISBN 5-7196-0271-2.
- Четыре стихотворения (Поль-Птичник. Элоиза и Абеляр. Свет-Абеляр. Учелло-Волосатик) / Пер. В. Лапицкого // Комментарии. 1995. № 5.
- Самурай, или Драма чувств / Пер. О. Кустовой // Антонен Арто и современная культура. Материалы межвузовской конференции. — СПб., 1996.
- Заставить содрогнуться. Манифест провалившегося театра. Свести с ума актёра / Пер. В. Никифоровой // Московский наблюдатель. 1996. № 3—4.
- Страдания «dubbing’а» / Пер. М. Ямпольского // Ямпольский М. Демон и лабиринт. — М.: Новое литературное обозрение, 1996. — С. 310—312. — ISBN 5-86793-010-6
- Театр и его двойник: Манифесты. Драматургия. Лекции. Философия театра. — СПб.: Симпозиум, 2000. — ISBN 5-89091-123-6
- «Шесть персонажей в поисках автора» на сцене Театра комедии Елисейских полей; Манифест неудавшегося театра; О трагедии «Ченчи», готовящейся к постановке в театре Фоли-Ваграм / Пер. Е. Гальцовой // Начало. — М.: ИМЛИ РАН, 2002, выпуск 5. — С. 285—293.
- Монах / Пер. с фр. Н. Притузовой. Тверь: KOLONNA Publications; Митин Журнал, 2004. — ISBN 5-98144-019-8.
- О сборнике стихотворений Роже Жильбер-Леконта «Жизнь Любовь Смерть Пустота и Ветер» / Пер. О. Кустовой // Поэзия французского сюрреализма / Сост., предисл. и коммент. — М.: Яснова; СПб.: Амфора, 2004. — С. 441—443. — ISBN 5-94278-662-3.
- Живописец мысли; Выставка Кислинга; Выставка Бальтюса в галерее Пьер; Ван Гог, самоубитый обществом // Пространство другими словами. Французские поэты XX века об образе в искусстве / Сост., пер., примеч. и предисл. Б. В. Дубина. — СПб.: Издательство Ивана Лимбаха, 2005. — С. 37—50. — ISBN 5-89059-064-2
- Поль-пташник, или Площадь любви; Нервометр; Элоиза и Абеляр; Свет-Абеляр; Учелло-волосатик // Locus Solus. Антология литературного авангарда XX века / Пер. с англ. и фр. и сост. В. Лапицкого. 2-е изд., доп. и перераб. — СПб.: Амфора, 2006. — С. 68—86. — ISBN 5-367-00037-1
- Гелиогабал / Пер. с фр. и комм. Н. Притузовой; Предисл. Стивена Барбера. — М.: Митин Журнал; Тверь: KOLONNA Publications, 2006. — ISBN 5-98144-077-5
- Тараумара / Пер. с фр. Н. Притузовой. — Тверь: KOLONNA Publications, 2006. — ISBN 5-98144-091-0
- «Фрагменты дневника ада» и Шесть писем к Мари Дюбюк (1935—1937) / Пер. К. Адибекова // Новое литературное обозрение. 2011. № 107.
- Колдовство и кинематограф / Пер. с фр. Э. Саттарова // Барбер С. Антонен Арто. Взрывы и бомбы. Кричащая плоть. — М.: Издание книжного магазина «Циолковский», 2016. — С. 349—352.
- Бунт мясника (сценарий) / Пер. с фр. Э. Саттарова // Барбер С. Антонен Арто. Взрывы и бомбы. Кричащая плоть. — М.: Издание книжного магазина «Циолковский», 2016. — С. 353—359.

### О нём
- Антонен Арто и современная культура: Материалы межвузовской конференции. — СПб., 1996. — Библиография на с. 128—130.
- Малявин В. В. Театр Востока Антонена Арто // Восток — Запад. Исследования. Переводы. Публикации. [Вып. 2.] — М.: Наука, 1985. С. 213—245.
- Максимов В. И. Введение в систему Антонена Арто. — СПб.: Гиперион, 1998. — ISBN 5-89332-011-5[14]
- Мамардашвили М. К. Метафизика Арто // Мамардашвили М. К. Как я понимаю философию. — М.: Прогресс, 1992. — ISBN 5-01-002570-1.
- Максимов В. И. Век Антонена Арто. СПб.: Лики России, 2005. — 384 с. — ISBN 5-87417-191-6
- Максимов В. И. Эстетический феномен Антонена Арто. — СПб.: Гиперион, 2007. — 288 с. — ISBN 978-5-89332-140-1.
- Гальцова Е. Д. Сюрреализм и театр. К вопросу о театральной эстетике французского сюрреализма. — М.: РГГУ, 2012. — 548 с. ISBN 978-5-7281-1146-7.
- Барбер С. Антонен Арто. Взрывы и бомбы. Кричащая плоть. — М.: Издание книжного магазина «Циолковский», 2016. — 360 с. — ISBN 978-5-9908592-0-3.
- Bermel, Albert. Artaud’s Theater of Cruelty. — Taplinger, 1977.
- Goodall, Jane. Artaud and the Gnostic Drama. — Clarendon Press (Oxford), 1994.
- Knapp, Bettina L.. Antonin Artaud: Man of Vision. — Ohio University Press, 1980.
- Plunka, Gene A.. Antonin Artaud and the Modern Theater. — Fairleigh Dickinson University Press (Rutherford), 1994.
- Reed, Jeremy. Chasing Black Rainbows: A Novel About Antonin Artaud. — Peter Owen (London), 1994.
- Reference Guide to World Literature. — First Edition. — St. James Press, 1995.
- Artaud on Theatre / Ed.: Claude Schumacher. — Methuen (London), 1991.
- Antonin Artaud: Selected Writings / Ed.: Susan Sontag. — Farrar Straus, 1976.
- Stout, John C. Antonin Artaud’s Alternate Genealogies: Self Portraits and Family Romances. — Wilfrid Laurier University Press (Waterloo, ON), 1996.
- Thevenin, Paule, and Jacques Derrida. Antonin Artaud: dessins et portraits. — Gallimard (Paris), 1986.
- Twentieth-Century Literary Criticism. — Gale, Volume 3, 1980, Volume 36, 1990.
- Virmaux, Alain et Odette. Antonin Artaud. — La Manufacture (Lyon, France), 1986.

## В культуре
- В популярной модификации "Red Flood" на игру Hearts Of Iron 4 является лидером Франции и автором идеологии акселерационизма